# Obuchovo (metropolitana di San Pietroburgo)
Obuchovo (in russo:Обухово) è una stazione della Linea Nevsko-Vasileostrovskaja, la Linea 3 della metropolitana di San Pietroburgo. È stata inaugurata il 10 luglio 1981.